# Cerrojo pivotante

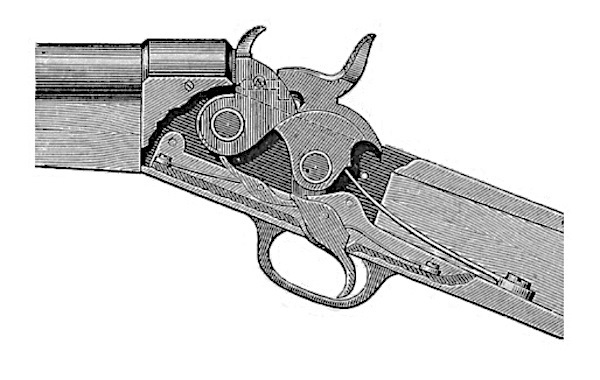
Dibujo de un cerrojo pivotante Remington.

El cerrojo pivotante es un tipo de acción de arma de fuego donde el sellado de la recámara se efectúa mediante un cerrojo de forma especial, que gira sobre un eje. El cerrojo tiene forma de sección circular. Se mantiene en su lugar gracias al martillo, evitando que el cartucho retroceda al momento de dispararse. Al amartillar el arma, el cerrojo puede girarse libremente para recargarla. 

## Historia
Debido a las técnicas metalúrgicas del siglo XIX, al igual que la mayoría de armas antiguas producidas para cartuchos de pólvora negra, es posible que los fusiles y pistolas que emplean esta acción fabricados durante el siglo XIX e inicios del siglo XX no sean aptos para emplear munición moderna de alto poder. A inicios del siglo XX se fabricaron fusiles de cerrojo pivotante con acero moderno para cartuchos con pólvora sin humo, como el 7 x 57 Mauser.  
El Fusil Remington de cerrojo pivotante es una de las armas monotiro más exitosas diseñadas. Tiene una acción fuerte y simple, muy fiable y poco susceptible a bloquearse por suciedad o uso brusco. Está parcialmente basada en la acción de recámara dividida, producida por Remington durante la Guerra de Secesión. Este diseño fue revisado por Joseph Rider durante 1865 y la primera arma basada en este, la pistola Remington Modelo 1865, fue ofrecida al Ejército y la Armada de los Estados Unidos en 1866. Mientras que el Ejército rechazó el diseño, la Armada compró 5.000 pistolas.
El primer fusil basado en este diseño fue presentado en la Exposición Universal de París en 1867, pasando a ser en menos de un año el fusil militar estándar de varios países.
Muchos fusiles de percusión y mosquetes fueron transformados en armas con cerrojo pivotante en el intervalo anterior al desarrollo de fusiles de cerrojo más modernos.
Los fusiles Remington M1867 y Springfield Modelo 1871 empleaban este cerrojo.